# Medborgarkoalitionen

Logotyp för Medborgarkoalitionen

 Medborgarkoalitionen (polska: Koalicja Obywatelska, KO) är en valkartell i Polen bestående av partierna Medborgarplattformen, marknadsliberala Moderna, De gröna och sekulära Polskt initiativ.
I parlamentsvalet i Polen 2023 fick oppositionsblocket 54 procent av rösterna och 157 mandat i parlamentet.